# 国会厅
国会厅（Congress Hall）是美国宾夕法尼亚州费城的一座建筑，靠近栗树街与第六街路口，自1790年12月6日至1800年5月14日遷至華盛頓前，美国国会设于此处 在此期间，美国接纳了三个新州：佛蒙特、肯塔基和田纳西，批准了美国宪法的权利法案，以及两位总统就职：乔治·华盛顿（第二次）和约翰·亚当斯。
20世纪，国会厅恢复了1796年的原貌，现在由美国国家公园管理局管理，位于国家独立历史公园内，向公众开放。国会厅不应与位于隔壁的独立厅（Independence Hall）混淆。